# Sinoxylon parviclava
Sinoxylon parviclava là một loài bọ cánh cứng trong họ Bostrichidae. Loài này được Lesne miêu tả khoa học năm 1918.